# Представление группы Ли
Представление группы Ли — это линейное действие группы Ли на векторном пространстве или, что то же самое, гладкий гомоморфизм группы Ли в группу обратимых операторов на векторном пространстве. Играет важную роль в изучении непрерывной симметрии в математике и теоретической физике. Представления групп Ли изучены довольно хорошо, основным инструментом их изучения является использование соответствующих «инфинитезимальных» представлений алгебр Ли.

## Конечномерные представления

### Представления
Сначала обсудим представления групп Ли, действующих на конечномерное векторное пространство над полем комплексных чисел {\displaystyle \mathbb {C} }. (Иногда рассматриваются также представления в пространствах над полем действительных чисел.)   Представлением группы Ли {\displaystyle G} в {\displaystyle n}-мерном векторном пространстве {\displaystyle V} над {\displaystyle \mathbb {C} } тогда называют гладкий гомоморфизм групп
{\displaystyle \Pi :G\rightarrow \operatorname {GL} (V)},
где {\displaystyle \operatorname {GL} (V)} — полная линейная группа всех обратимых линейных преобразований {\displaystyle V} относительно композиции. Поскольку все {\displaystyle n}-мерные пространства изоморфны, группу {\displaystyle \operatorname {GL} (V)} можно отождествить с группой 
обратимых комплексных {\displaystyle n\times n} матриц, обычно называемой {\displaystyle \operatorname {GL} (n;\mathbb {C} ).}. Гладкость отображения {\displaystyle \Pi } можно заменить на более слабое условие непрерывности, поскольку любой непрерывный гомоморфизм автоматически будет гладким.
По-другому можно вместо представления группы Ли {\displaystyle G} говорить о линейном действии {\displaystyle G} на векторном пространстве {\displaystyle V}. Тогда вместо {\displaystyle \Pi (g)v} действие элемента группы {\displaystyle g\in G} на вектор {\displaystyle v\in V} будет обозначаться просто {\displaystyle g\cdot v}.
Типичная ситуация возникновения представлений в физике — исследование линейного дифференциального уравнения в частных производных, имеющего группу симметрии {\displaystyle G}. Хотя отдельные решения уравнения могут быть не инвариантны под действием {\displaystyle G}, пространство {\displaystyle V} всех решений инвариантно под действием {\displaystyle G}. Таким образом, {\displaystyle V} образует собой представление {\displaystyle G}. См. пример {\displaystyle SO(3)}, обсуждаемый ниже.

### Основные определения
Если гомоморфизм {\displaystyle \Pi } инъективен (то есть мономорфизм), то представление называется точным.
Если выбран базис для комплексного векторного пространства {\displaystyle V}, то представление может быть выражено как гомоморфизм в общую линейную группу {\displaystyle \operatorname {GL} (n;\mathbb {C} )}. Это так называемое матричное представление. Два представления {\displaystyle G} на векторных пространствах {\displaystyle V}, {\displaystyle W} эквивалентны, если они имеют одинаковые матричные представления при некотором выборе базисов {\displaystyle V} и {\displaystyle W}.
Подпространство {\displaystyle W} пространства {\displaystyle V} называется инвариантным подпространством относительно представления {\displaystyle \Pi :G\rightarrow \operatorname {GL} (V)}, если {\displaystyle \Pi (g)w\in W} для всех {\displaystyle g\in G} и {\displaystyle w\in W}. Представление называется неприводимым, если единственными инвариантными подпространствами {\displaystyle V} являются нулевое пространство и само {\displaystyle V}. Некоторые типы групп Ли, а именно компактные и полупростые группы, обладают свойством, известным как полная приводимость: говорят, что группа вполне приводима, если каждое её конечномерное представление разлагается в прямую сумму неприводимых представлений. Для таких групп основной целью теории представлений является классификация всех конечномерных неприводимых представлений данной группы с точностью до изоморфизма (см. раздел классификации ниже.)
Унитарное представление на конечномерном евклидовом или эрмитовом пространстве определяется так же, только {\displaystyle \Pi } отображает в группу унитарных операторов. Если {\displaystyle G} является компактной группой Ли, то каждое конечномерное представление эквивалентно унитарному.

### Представления алгебры Ли
Каждое представление группы Ли {\displaystyle G} порождает представление ее алгебры Ли; это соответствие подробно обсуждается в последующих разделах. См. представление алгебры Ли для теории алгебры Ли.

## Пример: группа вращений SO(3)
В квантовой механике играет важную роль стационарное уравнение Шрёдингера {\displaystyle {\hat {H}}\psi =E\psi }. В трёхмерном случае, если {\displaystyle {\hat {H}}} имеет вращательную симметрию, то пространство {\displaystyle V_{E}} решений {\displaystyle {\hat {H}}\psi =E\psi } будет инвариантным относительно действия {\displaystyle SO(3)}. Таким образом, {\displaystyle V_{E}} будет — для каждого конкретного значения {\displaystyle E} — образовывать собой представление {\displaystyle SO(3)}, которое обычно оказывается конечномерным. Поэтому при попытке решить уравнение помогает знание о том, как выглядят все возможные конечномерные представления {\displaystyle SO(3)}. Теория представлений {\displaystyle SO(3)} играет ключевую роль, например, в построении математической модели атома водорода.
Каждый стандартный учебник по квантовой механике содержит классификацию конечномерных неприводимых представлений {\displaystyle SO(3)} с помощью её алгебры Ли. (Коммутационные соотношения между операторами углового момента — это просто соотношения для алгебры Ли {\displaystyle {\mathfrak {so}}(3)}, соответствующей группе Ли {\displaystyle SO(3)}.) Одна из тонкостей заключается в том, что представления группы и алгебры Ли не находятся во взаимно однозначном соответствии, что имеет решающее значение для понимания различия между целочисленным спином и полуцелочисленным спином.

### Обычные представления
Группа вращений SO(3) является компактной группой Ли, и поэтому каждое конечномерное представление {\displaystyle SO(3)} разлагается в прямую сумму неприводимых представлений. Группа {\displaystyle SO(3)} имеет одно неприводимое представление в каждом нечётном измерении. Для каждого неотрицательного целого числа {\displaystyle k} неприводимое представление размерности {\displaystyle 2k+1} может быть реализовано как пространство {\displaystyle V_{k}} однородных гармонических многочленов на {\displaystyle \mathbb {R} ^{3}} степени {\displaystyle k}. Здесь действие {\displaystyle SO(3)} на {\displaystyle \mathbb {R} ^{3}} поднимается на функции из {\displaystyle V_{k}} стандартным образом: 
{\displaystyle (\Pi (R)f)(x)=f(R^{-1}x)\quad R\in \operatorname {SO} (3).}
Ограничением на единичную сферу {\displaystyle S^{2}} элементов {\displaystyle V_{k}} являются сферические гармоники степени {\displaystyle k}.
Если, скажем, {\displaystyle k=1}, то все однородные многочлены первой степени являются гармоническими, и мы получаем трехмерное пространство {\displaystyle V_{1}}, порождённое линейными формами {\displaystyle x}, {\displaystyle y} и {\displaystyle z}. Если {\displaystyle k=2}, то пространство {\displaystyle V_{2}} порождено {\displaystyle xy}, {\displaystyle xz}, {\displaystyle yz}, {\displaystyle x^{2}-y^{2}}, и {\displaystyle x^{2}-z^{2}}.
Как отмечалось выше, конечномерные представления {\displaystyle SO(3)} возникают естественным образом при изучении стационарного уравнения Шредингера для сферически симметричного потенциала, такого как у атома водорода, как отражение вращательной симметрии задачи. (См. роль сферических гармоник в математическом анализе водорода.)

### Проективные представления
Если мы посмотрим на алгебру Ли {\displaystyle {\mathfrak {so}}(3)} группы Ли {\displaystyle SO(3)}, то эта алгебра Ли изоморфна алгебре Ли {\displaystyle {\mathfrak {su}}(2)}, соответствующей группе Ли {\displaystyle SU(2)}. Согласно теории представлений {\displaystyle {\mathfrak {su}}(2)} тогда существует одно неприводимое представление {\displaystyle {\mathfrak {so}}(3)} в каждой размерности. Чётномерные представления, однако, не соответствуют представлениям группы {\displaystyle SO(3)}. Эти так называемые спинорные представления, однако, соответствуют проективным представлениям. Эти представления возникают в квантовой механике частиц с полуцелым спином, таких как электрон.

## Операции над представлениями
В этом разделе мы опишем три основные операции над представлениями. См. также соответствующие конструкции для представлений алгебры Ли.

### Прямые суммы представлений
Если у нас есть два представления группы {\displaystyle G}, {\displaystyle \Pi _{1}:G\rightarrow GL(V_{1})} и {\displaystyle \Pi _{2}:G\rightarrow GL(V_{2})}, то прямая сумма будет иметь {\displaystyle V_{1}\oplus V_{2}} в качестве базового векторного пространства, с действием группы, заданной 
{\displaystyle \Pi (g)(v_{1},v_{2})=(\Pi _{1}(g)v_{1},\Pi _{2}(g)v_{2}),}
для всех {\displaystyle v_{1}\in V_{1},} {\displaystyle v_{2}\in V_{2}}, и {\displaystyle g\in G}.
Некоторые типы групп Ли — в частности, компактные группы Ли — обладают тем свойством, что каждое конечномерное представление изоморфно прямой сумме неприводимых представлений. В таких случаях классификация представлений сводится к классификации неприводимых представлений. См. теорему Вейля о полной приводимости.

### Тензорные произведения представлений
Если у нас есть два представления группы {\displaystyle G}, {\displaystyle \Pi _{1}:G\rightarrow GL(V_{1})} и {\displaystyle \Pi _{2}:G\rightarrow GL(V_{2})}, то тензорное произведение представлений будет иметь векторное пространство тензорного произведения {\displaystyle V_{1}\otimes V_{2}} в качестве базового векторного пространства, причем действие {\displaystyle G} однозначно определяется предположением, что
{\displaystyle \Pi (g)(v_{1}\otimes v_{2})=(\Pi _{1}(g)v_{1})\otimes (\Pi _{2}(g)v_{2})}
для всех {\displaystyle v_{1}\in V_{1}} и {\displaystyle v_{2}\in V_{2}}. То есть так сказать, {\displaystyle \Pi (g)=\Pi _{1}(g)\otimes \Pi _{2}(g)}.
Представление алгебры Ли {\displaystyle \pi }, связанное с представлением тензорного произведения {\displaystyle \Pi }, задается формулой:
{\displaystyle \pi (X)=\pi _{1}(X)\otimes I+I\otimes \pi _{2}(X).}
Тензорное произведение двух неприводимых представлений обычно не является неприводимым; основная задача теории представлений состоит в том, чтобы разложить тензорные произведения неприводимых представлений как прямую сумму неприводимых подпространств. Эта проблема в литературе по физике называется сложением углового момента или теорией Клебша-Гордана.

### Двойственные представления
Пусть {\displaystyle G} — группа Ли, и {\displaystyle \Pi :G\rightarrow GL(V)} — представление {\displaystyle G}. Пусть {\displaystyle V^{*}} — двойственное пространство, то есть пространство линейных функционалов на {\displaystyle V}. Тогда мы можем определить представление {\displaystyle \Pi ^{*}:G\rightarrow GL(V^{*})} по формуле
{\displaystyle \Pi ^{*}(g)=(\Pi (g^{-1}))^{\operatorname {tr} },}
где для любого оператора {\displaystyle A:V\rightarrow V} сопряжённый оператор {\displaystyle A^{\operatorname {tr} }:V^{*}\rightarrow V^{*}} определяется как:
{\displaystyle (A^{\operatorname {tr} }\phi )(v)=\phi (Av).}
(В фиксированном базисе {\displaystyle A^{\operatorname {tr} }} — это просто обычное транспонирование матрицы {\displaystyle A}.) Взятие обратного в определении {\displaystyle \Pi ^{*}} необходимо для того, чтобы {\displaystyle \Pi ^{*}} действительно оказалось представлением {\displaystyle G}, так как в тождестве {\displaystyle (AB)^{\operatorname {tr} }=B^{\operatorname {tr} }A^{\operatorname {tr} }} происходит перемена мест множителей и без взятия обратного получился бы не гомоморфизм, а антигомоморфизм.
Двойственное к неприводимому представлению всегда неприводимо, но может быть или не быть изоморфно исходному представлению. В случае группы {\displaystyle SU(3)}, например, неприводимые представления соответствуют парам {\displaystyle (m_{1},m_{2})} неотрицательных целых чисел. Двойственное представление, соответствующее {\displaystyle (m_{1},m_{2})} — это представление, соответствующее {\displaystyle (m_{2},m_{1})}.

## Представления группы Ли и её алгебры Ли

### Обзор
Как правило, удобно изучать представления группы Ли, изучая представления её касательной алгебры Ли. В общем случае, однако, не каждое представление алгебры Ли происходит из представления группы. Этот факт, например, лежит в основе различия между целочисленным и полуцелочисленным спинами в квантовой механике. С другой стороны, если {\displaystyle G} является односвязной группой, то есть теорема о том, что соответствие между представлениями группы и алгебры Ли будет взаимно однозначным.
Пусть G — группа Ли с алгеброй Ли {\displaystyle {\mathfrak {g}}} и пусть дано представление этой алгебры {\displaystyle \pi }. Соответствие Ли может быть использовано для получения представлений связной компоненты группы G. Грубо говоря, это достигается путём взятия экспоненты от матриц представления алгебры Ли.
Тонкость возникает, если G не является односвязной — тогда появляются проективные представления; это представления универсальной накрывающей группы G.
Эти результаты будут более подробно объяснены ниже.
Соответствие Ли даёт результаты только для связных компонент групп, и поэтому для задания представления всей группы необходимо задать по представителю для каждой компоненты. Они образуют (представляют) нулевую гомотопическую группу G. Например, в случае четырехкомпонентной группы Лоренца представители центральной симметрии пространства и обращения времени должны быть введены вручную.

### Экспоненциальное отображение
Если {\displaystyle G} — это группа Ли с алгеброй Ли {\displaystyle {\mathfrak {g}}}, то мы имеем экспоненциальное отображение от {\displaystyle {\mathfrak {g}}} до {\displaystyle G}, записанное в виде
{\displaystyle X\mapsto e^{X},\quad X\in {\mathfrak {g}}.}
Если {\displaystyle G} — матричная группа Ли, то выражение {\displaystyle e^{X}} может быть вычислено обычным степенным рядом для экспоненты. Для любой группы Ли существуют окрестность {\displaystyle U} единицы в {\displaystyle G} и окрестность {\displaystyle V} нуля в {\displaystyle {\mathfrak {g}}} такие, что каждый {\displaystyle g} в {\displaystyle U} может быть записан однозначно как {\displaystyle g=e^{X}} с {\displaystyle X\in V}. Иными словами, экспоненциальное отображение локально обратимо. В большинстве групп это только локальное свойство; то есть экспоненциальное отображение обычно не является ни биекцией, ни сюръекцией.

### Представления алгебры Ли из групповых представлений
Всегда можно перейти от представления группы Ли G к представлению её алгебры Ли {\displaystyle {\mathfrak {g}}}. Если {\displaystyle \Pi :G\to GL(V)} является групповым представлением для некоторого векторного пространства V, то его дифференциал, или отображение Ли, {\displaystyle \pi :{\mathfrak {g}}\to {\text{End}}V} является представлением алгебры Ли. Он задаётся явной формулой
{\displaystyle \pi (X)=\left.{\frac {d}{dt}}\Pi (e^{tX})\right|_{t=0},\quad X\in {\mathfrak {g}}.}
Основное свойство, связывающее {\displaystyle \Pi } и {\displaystyle \pi }, использует экспоненциальное отображение:
{\displaystyle \Pi (e^{X})=e^{\pi (X)}.}
Вопрос, который мы хотим исследовать, состоит в том, возникает ли каждое представление {\displaystyle {\mathfrak {g}}} таким образом из представлений группы {\displaystyle G}. Как мы увидим, так происходит в том случае, когда {\displaystyle G} односвязно.

### Групповые представления из представлений алгебры Ли
Главным результатом этого раздела является следующая:
Теорема: если {\displaystyle G} односвязна, то каждое представление {\displaystyle \pi } алгебры Ли {\displaystyle {\mathfrak {g}}}, соответствующей {\displaystyle G}, происходит из представления {\displaystyle \Pi } самой {\displaystyle G}.
Из этого легко выводится:
Следствие: если {\displaystyle G} связна, но не односвязна, то каждое представление {\displaystyle \pi } алгебры {\displaystyle {\mathfrak {g}}} происходит от представления {\displaystyle \Pi } группы {\displaystyle {\tilde {G}}} — универсальной накрывающей {\displaystyle G}. Если {\displaystyle \pi } неприводимо, то {\displaystyle \Pi } спускается на проективные представления {\displaystyle G}. Проективное представление — это такое, в котором каждое {\displaystyle \Pi (g),\,g\in G,} определяется только с точностью до умножения на константу. В квантовой физике естественно допускать проективные представления в дополнение к обычным, потому что состояния действительно определяются только с точностью до умножения на константу (то есть, если {\displaystyle \psi } является вектором в квантовом
гильбертовом пространстве, то {\displaystyle c\psi } представляет одно и то же физическое состояние для всех ненулевых значений {\displaystyle c}.) Каждое конечномерное проективное представление связной группы Ли {\displaystyle G} происходит из обычного представления универсальной накрывающей {\displaystyle {\tilde {G}}} от {\displaystyle G}. И наоборот, как мы обсудим ниже, каждое неприводимое обычное представление {\displaystyle {\tilde {G}}} сводится к проективному представлению {\displaystyle G}. В литературе по физике проективные представления часто описываются как многозначные представления (то есть каждое {\displaystyle \Pi (g)} имеет не
одно значение, а целое семейство значений). Это явление важно для изучения дробного спина в квантовой механике.
Далее следует доказательство основных результатов, приведенных выше. Пусть {\displaystyle \pi :{\mathfrak {g}}\to {\mathfrak {gl}}(V)} — представление {\displaystyle {\mathfrak {g}}} в векторном пространстве V. Если существует соответствующее ему представление группы Ли {\displaystyle \Pi }, оно должно удовлетворять экспоненциальному соотношению из предыдущего подраздела. Тогда, так как экспонента локально обратима, можно определить отображение {\displaystyle \Pi } из окрестности единицы {\displaystyle U} в {\displaystyle G} при помощи этого соотношения:
{\displaystyle \Pi (e^{X})=e^{\pi (X)},\quad g=e^{X}\in U.}
Тогда ключевой вопрос заключается в следующем: является ли это локально определенное отображение «локальным гомоморфизмом»? (Этот вопрос осмысленен даже в частном случае, когда экспоненциальное отображение глобально биективно, так как в таком случае хотя {\displaystyle \Pi } и будет определён глобально, не очевидно, почему {\displaystyle \Pi } будет гомоморфизмом.) Ответ на этот вопрос — да: {\displaystyle \Pi } является локальным гомоморфизмом, и это можно установить с помощью
формулы Бейкера-Кэмпбелла-Хаусдорфа.
Если {\displaystyle G} связна, то каждый элемент {\displaystyle G} является, по крайней мере, произведением экспонент элементов {\displaystyle {\mathfrak {g}}}. Таким образом, можно попробовать определить {\displaystyle \Pi } глобально следующим образом.
{\displaystyle {\begin{aligned}\Pi (g=e^{X})&\equiv e^{\pi (X)},&&X\in {\mathfrak {g}},\quad g=e^{X}\in \operatorname {im} (\exp ),\\\Pi (g=g_{1}g_{2}\cdots g_{n})&\equiv \Pi (g_{1})\Pi (g_{2})\cdots \Pi (g_{n}),&&g\notin \operatorname {im} (\exp ),\quad g_{1},g_{2},\ldots ,g_{n}\in \operatorname {im} (\exp ).\end{aligned}}}
Однако, представление данного элемента группы как произведение экспонент совсем не единственно, поэтому пока что не ясно, почему {\displaystyle \Pi } на самом деле корректно определено.
Чтобы решить вопрос о том, корректно ли определено {\displaystyle \Pi }, можно соединяем каждый элемент группы {\displaystyle g\in G} с единицей непрерывным путём. Затем можно определить {\displaystyle \Pi } вдоль пути и показать, что значение {\displaystyle \Pi (g)} остаётся неизменным при непрерывной деформации пути с фиксированными концами.
Если {\displaystyle G} односвязна, то любой путь, начинающийся в единице и заканчивающийся в {\displaystyle g}, может быть непрерывно продеформирован в любой другой такой путь, что показывает, что {\displaystyle \Pi (g)} полностью независим от выбора пути.
Если {\displaystyle G} не односвязна, мы можем применить описанную выше процедуру к универсальной накрывающей {\displaystyle {\tilde {G}}}. Пусть {\displaystyle p:{\tilde {G}}\rightarrow G} — отображение накрытия. Если ядро {\displaystyle \Pi :{\tilde {G}}\rightarrow \operatorname {GL} (V)} содержит ядро {\displaystyle p}, то {\displaystyle \Pi } спускается до представления исходной группы {\displaystyle G}. Даже если это не так, можно заметить, что ядро {\displaystyle p} является дискретной нормальной подгруппой в {\displaystyle {\tilde {G}}}, поэтому лежит в центре {\displaystyle {\tilde {G}}}. Поэтому, если {\displaystyle \pi } неприводим, то по лемме Шура ядро {\displaystyle p} будет действовать умножениями на скаляры. Таким образом, {\displaystyle \Pi } спускается до проективного представления {\displaystyle G}, то есть такого, которое определяется только с точностью до умножения на скаляр.
Например в частном случае двусвязной группы SO(3, 1)+, универсальная накрывающая группа — это {\displaystyle {\text{SL}}(2,\mathbb {C} )}, и её представление точное тогда и только тогда, когда соответствующее представление {\displaystyle \Pi } проективное.

## Классификация в компактном случае
Если {\displaystyle G} — связная компактная группа Ли, то ее конечномерные представления раскладываются в прямую сумму неприводимых представлений. Неприводимые элементы классифицируются при помощи теории старшего веса. Здесь мы дадим краткое описание этой теории; более подробно см. статьи о теории представлений связной компактной группы Ли и параллельной теории, классифицирующей представления полупростых алгебр Ли.
Пусть {\displaystyle T} — максимальный тор в {\displaystyle G}. По лемме Шура неприводимые представления {\displaystyle T} одномерны. Эти представления могут быть легко классифицированы и каждому может быть присвоен определённый вес. Пусть {\displaystyle \Sigma } — неприводимое представление {\displaystyle G}, тогда ограничение {\displaystyle \Sigma } на {\displaystyle T} обычно не
будет неприводимым, но будет разлагаться как прямая сумма неприводимых представлений {\displaystyle T}, помеченных соответствующими весами. (Один и тот же вес может встречаться несколько раз.) Для фиксированного {\displaystyle \Sigma }, можно определить один из весов как старший, и представления затем классифицируются по старшему весу.
Важным аспектом теории представлений является связанная с ней теория характеров. Характером представления {\displaystyle \Sigma } группы Ли {\displaystyle G} называется функция {\displaystyle \chi _{G}:G\rightarrow \mathbb {C} }, определяемая по правилу
{\displaystyle \chi _{G}(g)=\operatorname {trace} (\Sigma (g)).}
Оказывается, что любые два представления с одинаковыми характерами изоморфны. Более того, формула Вейля позволяет найти характер представления по его старшему весу. Эта формула не только даёт много полезной информации о представлении, но и играет решающую роль в доказательстве теоремы о старшем весе.

## Унитарные представления в гильбертовых пространствах
Пусть {\displaystyle V} — комплексное гильбертово пространство, которое может быть бесконечномерным, и пусть {\displaystyle U(V)} обозначает группу унитарных операторов на {\displaystyle V}. Тогда унитарное представление группы Ли {\displaystyle G} в {\displaystyle V} — это такой гомоморфизм групп Ли {\displaystyle \Pi :G\rightarrow U(V)}, что для каждого фиксированного {\displaystyle v\in V} отображение
{\displaystyle g\mapsto \Pi (g)v}
является непрерывным отображением {\displaystyle G} в {\displaystyle V}.

### Конечномерные унитарные представления
Если гильбертово пространство {\displaystyle V} конечномерно, то можно рассмотреть соответствующее представление {\displaystyle \pi } алгебры Ли {\displaystyle {\mathfrak {g}}} , соответствующей {\displaystyle G}. Если {\displaystyle G} связно, то представление {\displaystyle \Pi } из {\displaystyle G} унитарно тогда и только тогда, когда {\displaystyle \pi (X)} косо-самосопряжено для каждого {\displaystyle X\in {\mathfrak {g}}}.
Если {\displaystyle G} компактна, то каждое представление {\displaystyle \Pi } группы Ли {\displaystyle G} в конечномерном векторном пространстве {\displaystyle V} является унитаризуемым, что означает, что можно выбрать эрмитово произведение на {\displaystyle V} так, чтобы каждое {\displaystyle \Pi (g),\,g\in G} было унитарным.

### Бесконечномерные унитарные представления
Если допустить бесконечномерные гильбертовы пространства, то изучение унитарных представлений включает в себя ряд интересных особенностей, которых нет в конечномерном случае. Например, построение соответствующего представления алгебры Ли {\displaystyle {\mathfrak {g}}} становится технически сложной задачей. Один из хорошо изученных случаев — это случай полупростой (или редуктивной) группы Ли, в котором соответствующее представление алгебры Ли образует (g,K)-модуль.
Примеры унитарных представлений возникают в квантовой механике и квантовой теории поля, но также и в анализе Фурье, как показано в следующем примере. Пусть {\displaystyle G=\mathbb {R} }, и пусть комплексное гильбертово пространство {\displaystyle V} принадлежит к классу {\displaystyle L^{2}(\mathbb {R} )}. Тогда можно определить представление {\displaystyle \psi :\mathbb {R} \rightarrow U(L^{2}(\mathbb {R} ))} как
{\displaystyle [\psi (a)(f)](x)=f(x-a).}
Вот несколько важных примеров, в которых были проанализированы унитарные представления группы Ли.
- Теорему Стоуна–фон Неймана[англ.] можно понимать как дающую классификацию неприводимых унитарных представлений группы Гейзенберга.
- Классификация Вигнера для представлений группы Пуанкаре играет важную концептуальную роль в квантовой теории поля, показывая, как масса и спин частиц могут быть поняты в теоретико-групповых терминах.
- Теория представлений SL(2,R)[англ.] была разработана В. Баргманом и служит прототипом для изучения унитарных представлений некомпактных полупростых групп Ли.

## Проективные представления
В квантовой физике часто интересуются проективными унитарными представлениями группы Ли {\displaystyle G}. Причина этого интереса заключается в том, что состояния квантовой системы представляются векторами в гильбертовом пространстве {\displaystyle \mathbf {H} } — но при этом два состояния, отличающиеся умножением на константу, на самом деле являются одним и тем же физическим состоянием. Симметрии гильбертова пространства тогда описываются унитарными операторами, но унитарный оператор, равный тождественному оператору, умноженному на константу, не изменяет физическое состояние системы. Таким образом, нас интересуют не обычные унитарные представления, то есть гомоморфизмы {\displaystyle G} в унитарную группу {\displaystyle U(\mathbf {H} )}, а проективные унитарные представления, то есть гомоморфизмы {\displaystyle G} в проективную унитарную группу
{\displaystyle PU(\mathbf {H} ):=U(\mathbf {H} )/\{e^{i\theta }I\}.}
Иными словами, для проективного представления мы строим семейство унитарных операторов {\displaystyle \rho (g),\,\,g\in G}, где подразумевается, что при умножении {\displaystyle \rho (g)} на константу (по модулю равную 1) считается одним и тем же оператором. Затем операторы {\displaystyle \rho (g)} должны удовлетворять свойству гомоморфизма с точностью до константы:
{\displaystyle \rho (g)\rho (h)=e^{i\theta _{g,h}}\rho (gh).}
Мы уже обсуждали неприводимые проективные унитарные представления группы вращения {\displaystyle SO(3)} выше; рассмотрение проективных представлений допускает дробный спин в дополнение к целочисленному спину.
Теорема Баргмана утверждает, что для некоторых типов групп Ли {\displaystyle G}, неприводимые проективные унитарные представления {\displaystyle G}находятся во взаимно-однозначном соответствии с унитарными представлениями универсальной накрывающей группы Ли {\displaystyle G}. Важными примерами, к которым применима теорема Баргмана, являются {\displaystyle SO(3)} (как только что упоминалось) и группа Пуанкаре. Последний случай важен для классификации Вигнера проективных представлений группы Пуанкаре с приложениями к квантовой теории поля.
Одним из примеров, где теорема Баргмана не применяется, является группа {\displaystyle \mathbb {R} ^{2n}}. Множество сдвигов координат и импульсов на {\displaystyle L^{2}(\mathbb {R} ^{n})} образуют проективное унитарное представление {\displaystyle \mathbb {R} ^{2n}}, но оно не происходит из обычного представления универсальной накрывающей {\displaystyle \mathbb {R} ^{2n}}, которой является просто сама группа {\displaystyle \mathbb {R} ^{2n}}. В этом случае, чтобы получить обычное представление, нужно перейти к группе Гейзенберга, которая является одномерным центральным расширением {\displaystyle \mathbb {R} ^{2n}}.

## Коммутативный случай
Если {\displaystyle G} является коммутативной группой Ли, то каждое неприводимое унитарное представление {\displaystyle G} на комплексных векторных пространствах является одномерным. (Это утверждение следует из леммы Шура и имеет место, даже если представления заранее не предполагаются конечномерными.) Таким образом, неприводимые унитарные представления {\displaystyle G} являются просто непрерывными гомоморфизмами {\displaystyle G} в круговую группу {\displaystyle U(1)}. Например, если {\displaystyle G=\mathbb {R} }, то неприводимые унитарные представления имеют вид:
{\displaystyle \Pi (x)=[e^{iax}]},
для некоторого вещественного числа {\displaystyle a}.
См. также двойственность Понтрягина.